# Лобно (деревня)
Лобно — деревня в Андреапольском районе Тверской области. Входит в Хотилицкое сельское поселение.

## География
Расположена примерно в 4 верстах к северо-востоку от села Хотилицы на берегу озера Лобно.

## История
В конце XIX — начале XX века погост и сельцо Лобно Торопецкого уезд Псковской губернии. На погосте православная церковь.

## Население
| 2002 | 2010 |
| ---- | ---- |
| 0    | →0   |